# 名古屋市立汐路中学校
名古屋市立汐路中学校（なごやしりつ しおじちゅうがっこう）は、愛知県名古屋市瑞穂区御莨町にある公立中学校。
通称は「汐中」と呼ばれる。

## 概要
名古屋市立陽明小学校、名古屋市立汐路小学校の学区に住む児童が入学する。
2005年には中学生日記のロケが行われた。
スクールランチを学校内で作っている名古屋市内でも珍しい学校である。
校庭に大きなメタセコイアの木が一本生えている。
学校の周辺や山崎川を地域の人たちと協力して清掃する地域清掃活動が年に一回行われる。
学区内には日本さくら名所百選に選ばれている山崎川が流れ、東山荘などの日本庭園のあるような旧邸宅が立ち並ぶ。また、博物館前商店街と呼ばれる瑞穂通商店街や名古屋市博物館、名古屋市立大学病院などの施設がある。
学区内の交通機関は名古屋市営地下鉄桜通線 瑞穂区役所駅・桜山駅、名城線 瑞穂運動場東駅・総合リハビリセンター駅の4つの駅がある。最寄駅は瑞穂区役所駅。
市内で数少ないユネスコスクールの認定を受けている。

## 沿革
- 2022年（令和4年）度 - 体育館にエアコンが整備される[1]。

## 学級数
- 通常学級：13学級 （生徒数減少に伴い1学年は5クラス、2・3学年は4クラス編成となっている）
- 特別支援学級：2学級

## 部活動

### 運動部
ハンドボール部（特に男子）は全国的に有名で、過去全国大会準優勝が3回ベスト4が6回の実績を誇る。
- バレーボール部（男子）[2]
- ハンドボール部[2]
- バスケットボール部[2]
- 陸上競技部[2]
- ソフトテニス部（女子）

### 文化部
吹奏楽部は近年力を付け2011年度、2012年度に全国大会金賞を受賞している。3.11で被災した東北に赴き現地の中学校と吹奏楽を通じて交流する活動もしている。その後もお互い東北と名古屋を行き来して交流を続けている。また、2022年度に全国大会出場を決め、フォトライフ賞を受賞した。
- 吹奏楽部[2]
- 弦楽合奏部[2]
- 日本文化部[2]

## 教育目標
- 健康：心身ともに健全で豊かな人間性を養う[3]
- 真理：合理的・創造的な知性と公正な判断力を養う[3]
- 勤労：責任と協力の精神に富んだ実践力を養う[3]

## 通学区域
- 名古屋市立汐路小学校学区[4]
- 名古屋市立陽明小学校学区[4]

## 著名な出身者
- 遠藤さくら
- 葉山レイコ（女優・タレント）
- 小塚崇彦（フィギュアスケート選手）
- 大岩一貴（サッカー選手）
- 花蝶しほ（元宝塚歌劇団花組）
- 牧義夫（国民民主党所属、衆議院議員、元厚生労働副大臣）
- 広沢一郎（名古屋市長、元キングソフト株式会社代表取締役）[5]
- 河辺愛菜（フィギュアスケート選手、2022年北京冬季オリンピック日本代表）
- 香里奈（女優）
- 遠藤さくら(乃木坂46、4期生メンバー)